# Raphael Pumpelly

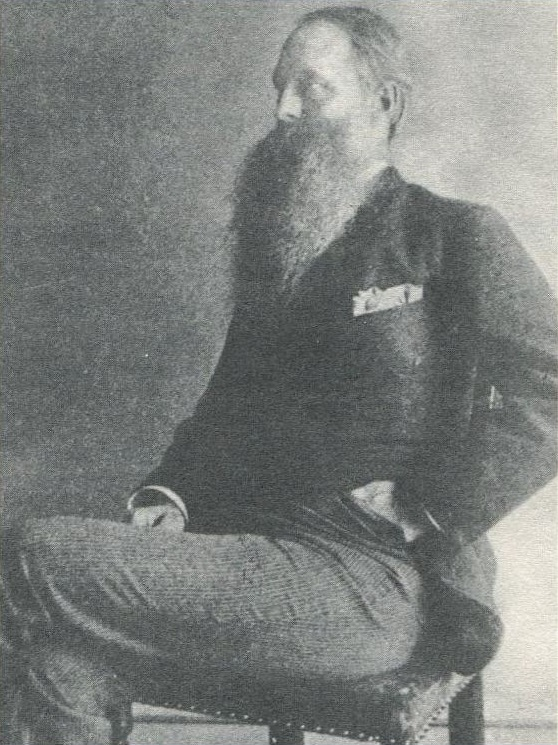
Raphael Pumpelly

Raphael Pumpelly (Owego (New York), 8 september 1837 – Newport (Rhode Island), 10 augustus 1923) was een Amerikaans geoloog en ontdekkingsreiziger.
Raphael Pumpelly werd in 1837 geboren in Owego (New York), in die tijd een dorp van houthakkers. Na zijn middelbareschooltijd vertrok hij in 1854 met zijn moeder naar Europa. Tot 1860 verbleven beiden in Europa, waarbij een reeks van plaatsen en streken werd bezocht, namelijk Hannover, Parijs, Napels, Florence, Corsica, Wenen en Freiberg.
In de herfst van 1856 verbleven moeder en zoon Pumpelly in Wenen. Pumpelly bezocht er een vergadering van de Deutsche Naturforscher Verein en ontmoette daar bij toeval de Duitse geoloog Johann Jacob Nöggerath (1788-1877). Nöggerath was onder de indruk van de notities die Pumpelly had gemaakt van de geologische gesteldheid van Corsica. Hij adviseerde Pumpelly te gaan studeren aan de Bergakademie in Freiberg (nu Technische Universität Bergakademie Freiberg). De Bergakademie was een der oudste universitaire instellingen op het gebied van de mijnbouw. Pumpelly schreef in zijn memoires dat deze ontmoeting zijn leven een beslissende wending gaf: “In any event the whole trend of my life and all that that means, would have been entirely different” (My Reminiscences, 1918,Vol. 1, p. 115). Hij studeerde er van 1856 tot 1860. In 1860 keerde hij terug naar de Verenigde Staten als mijnbouwkundig ingenieur.
In 1860 vertrok Pumpelly naar de Santa Rita Mountains in Arizona om als ingenieur te werken in de zilvermijn Santa Rita. In de lente van 1861 werd het kleine contingent militairen uit het gebied teruggeroepen en daarna stonden de mijnbouwactiviteiten onder constante dreiging van aanvallen van de Apachen (de zogenaamde Apacheoorlogen duurden van 1851 tot 1886).
In 1861 kreeg de regering van de Verenigde Staten een verzoek van Japan om mijnbouwexperts te sturen voor de exploratie van ertsen op Hokkaido (Japan). De Amerikaanse regering stuurde Pumpelly, maar diens werk werd ter plaatse ernstig bemoeilijkt door de krachtige anti-vreemdelingenhouding, ontstaan na de openstelling van Japanse havens voor vreemde mogendheden in 1854. Al na een jaar verliet Pumpelly Japan. Hij reisde naar China en arriveerde in 1863 in Shanghai. In China verrichtte hij geologisch onderzoek naar de aanwezigheid van steenkool en keerde in 1864 via Mongolië en Siberië terug naar de Verenigde Staten. Hij legde zijn ervaringen vast in ‘Across America and Asia’ (1871). Tijdens zijn reis door Centraal-Azië vond hij aanwijzingen voor de aanwezigheid van omvangrijke binnenzeeën in het geologische verleden. Het Aralmeer was een van de restanten van deze watermassa’s. Hij stelde ook vast dat de kracht van gletsjers niet voldoende geweest kon zijn om grote meerbekkens te vormen en hij formuleerde als verklaring het principe van het ‘langdurig verval’ (secular disintegration) van gesteentemassa’s. Het gedesintegreerde materiaal werd vervolgens door ijs, water en wind verplaatst. Door de wind werden de fijnste sedimenten meegenomen en zo ontstonden de dikke lösslagen in Noordwest-China. Hij volgde hierin de theorie van Ferdinand von Richthofen die in 1877 stelde dat de wind verantwoordelijk was voor de lössafzettingen. Pumpelly publiceerde zijn bevindingen in ‘The relation of secular Rock-disintegration to Loess, Glacial Drift and Rock Basins’, American Journal of Science, 1879, 133-144.
In 1866 werd Pumpelly benoemd tot hoogleraar mijnbouw in Harvard, maar hij maakte weinig tijd vrij voor het onderwijs. Van 1865 tot 1877 was hij zeer actief met petrografisch onderzoek in de streek rond het het Bovenmeer. Als een der eersten maakte hij gebruik van slijpplaatjes om met behulp van een microscoop de kristallijne structuur van mineralen te determineren.
In 1871 werd hij aangesteld als staatsgeoloog in Missouri. In de winter van 1872-73 nam hij door ziekte gedwongen ontslag.
Tussen 1879 en 1881 was Pumpelly nauw betrokken bij de Tiende Volkstelling in de Verenigde Staten. Hij was verantwoordelijk voor de organisatie van de inventarisatie van de geologische en chemische structuur van de ijzerertsvoorraden in de Verenigde Staten.
In 1881 werd hij door Henry Villard gevraagd de uitvoering van de Northern Transcontinental Survey ter hand te nemen. Het was de bedoeling de beschikbaarheid van natuurlijke hulpbronnen in het gebied dat door de Northern Pacific Railway ontsloten zou gaan worden, in kaart te brengen. Na enige jaren werd dit project door geldgebrek stopgezet.
In 1903 en 1904 deed Pumpelly onderzoek naar de relatie tussen klimaatverandering (in het bijzonder verdroging) en de ontwikkeling van de beschaving in Centraal-Azië. Het Carnegie Institution financierde een expeditie naar Turkestan. Tot de deelnemers behoorden behalve Pumpelly ook Ellsworth Huntington en William Morris Davis.
In 1905 werd Pumpelly gekozen tot president van de Geological Society of America.
Pumpelly overleed op 86-jarige leeftijd in 1923 in Newport (Rhode Island).
Het mineraal pumpellyiet is naar hem genoemd.

## Publicaties
- Pumpelly, A Mining Adventure in Arizona, Putnam's monthly magazine, page 494. (1869)
- Across America and Asia: Notes of a Five Years' Journey Around the World, and of Residence in ... (1870)
- Iron ores of Missouri and Michigan (1874)
- Explorations in Turkestan: With an Account of the Basin of Eastern Persia and Sistan. Expedition ... (1905)
- Travels and adventures of Raphael Pumpelly: Mining Engineer, Geologist, Archaeologist and Explorer (1920)
- My Reminiscences, Volume 1 (1918)
- My Reminiscences, Volume 2 (1918)
- Digital versions (page images) of books by Raphael Pumpelly are available at the Toyo Bunko Rare Books Archive of the Digital Silk Roads Project